# کاکایی بازمانده

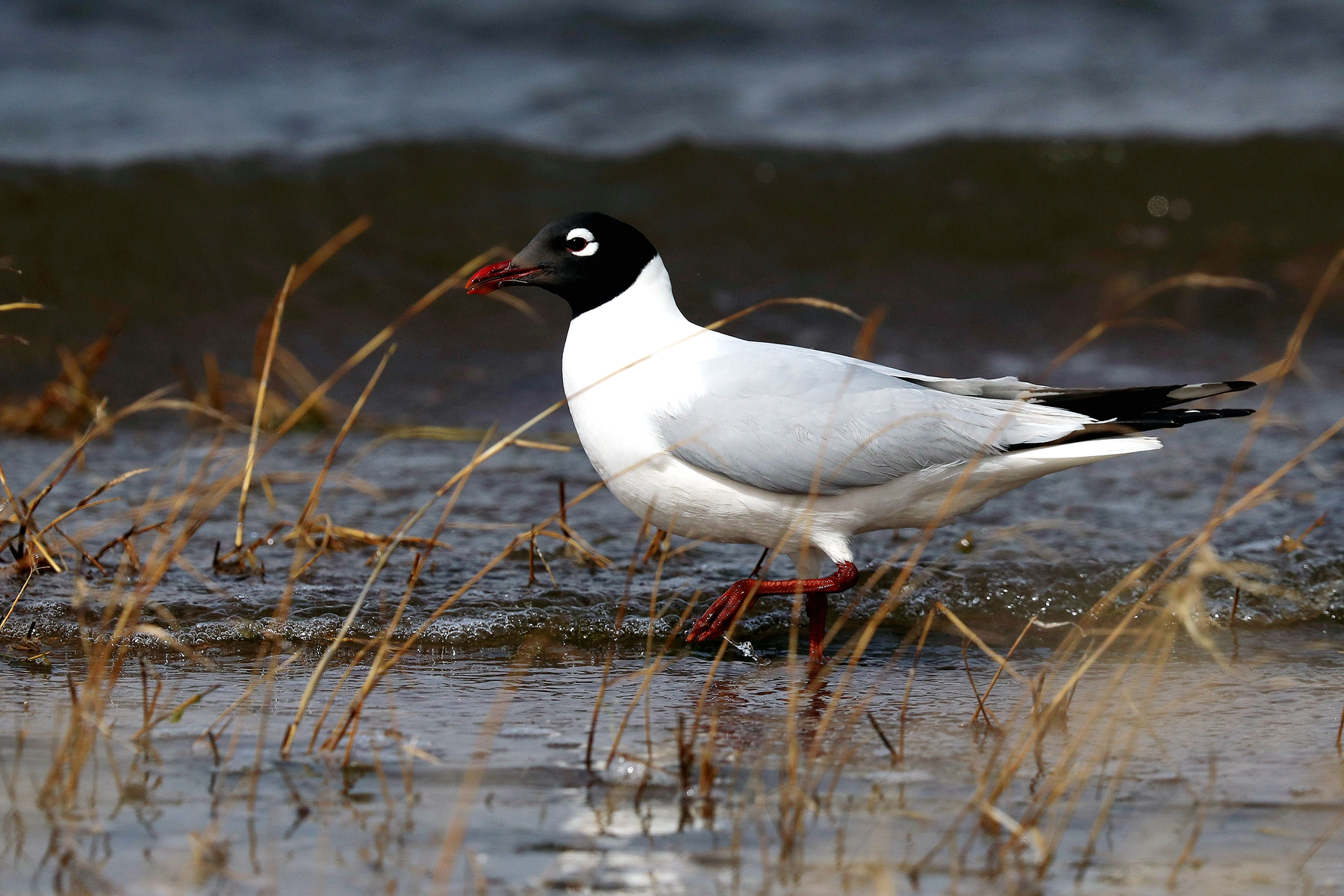
کاکایی بازمانده

کاکایی بازمانده (نام علمی: Ichthyaetus relictus) یا کاکایی آسیای میانه نام یک گونه از تیره مرغ نوروزی (کاکاییان) است با بدن خاکستری مایل به سفید و نوک گوه‌ای و زرد.